# زیاک
زیاک (به لاتین: Ziak) یک منطقهٔ مسکونی در افغانستان است که در ولایت بدخشان واقع شده‌است.